# Marianna Davis
Marianna Davis, detta Muffy (Sun Valley, 1º dicembre 1972), è una politica, ex paraciclista ed ex sciatrice alpina statunitense che ha servito come membro della Camera dei rappresentanti dell'Idaho per il distretto 26A dal 2018 al 2021.

## Biografia
Davis è nata a Sun Valley, Idaho. È stata una sciatrice junior di alto livello, quando all'età di 16 anni e alla vigilia della sua nomina nella squadra di sci degli Stati Uniti, un incidente l'ha lasciata paralizzata dal petto in giù. Ha conseguito una laurea in biologia umana presso la Università di Stanford nel 1995.

## Carriera sportiva

### Sci alpino
Davis ha viaggiato molto e gareggiato in numerose discipline. Ha vinto la medaglia di bronzo nello slalom speciale alle Paralimpiadi Invernali del 1998 a Nagano, in Giappone. Nel 2000 è stata campionessa del mondo nello slalom gigante ad Anzère, in Svizzera e ha vinto tre medaglie d'argento gareggiando alle Paralimpiadi Invernali del 2002 a Salt Lake City, nell'Utah (discesa libera, superG, slalom gigante). Davis si è ritirata dallo sci nel 2002. Il 1º giugno 2002 ha fatto parte della squadra dei quattro alpinisti disabili che hanno raggiunto la vetta del 14 179 piedi (4 322 m) del Monte Shasta in California, la prima donna paraplegica a scalare una vetta di oltre 14.000 piedi. Il viaggio è stato possibile utilizzando uno snowpod, una motoslitta cingolata a manovella ideata da Pete Rieke. Nel 2002 Muffy Davis è stata premiata come Atleta disabile dell'anno negli sport di resistenza e ha ricevuto il Presidents Disable Athlete Award da parte del Comitato Olimpico Internazionale (CIO) nel 2004.

### Handbike
Nel 2010 Davis ha iniziato il ciclismo a mano ed è stata successivamente nominata nella squadra nazionale di paraciclismo degli Stati Uniti. Il 7 settembre 2012, ha vinto tre medaglie d'oro alle Paralimpiadi estive 2012 di Londra per la corsa su strada individuale H1-3, staffetta a squadre H1-4 e cronometro individuale H1-2. Nell'agosto 2013, Davis ha vinto il 1º posto per la corsa su strada e cronometro individuale ai Campionati mondiali di paraciclismo su strada UCI a Baie-Comeau.

## Carriera politica

### Elezioni 2020
Davis è stata vincitrice incontrastata delle primarie democratiche e delle elezioni generali nell'Idaho.

### Elezioni 2018
Davis ha vinto le primarie democratiche nel Distretto legislativo 26, dove ha sconfintto il repubblicano in carica Steve Miller, con il 56,3% dei voti.

## Palmarès

### Handbike

#### Paralimpiadi estive
- 3 medaglie:
  - 3 ori (su strada H1-3, staffetta a squadre H1-4 e corsa a cronometro individuale H1-2 a Londra 2012)

### Sci alpino

#### Paralimpiadi invernali
- 3 medaglie:
  - 3 argenti (slalom gigante, supergigante e discesa libera a Salt Lake City 2002)

#### Campionati mondiali
- 1 medaglia:
  - 1 oro (slalom gigante a Anzère 2000)

## Premi e riconoscimenti
- Atleta disabile dell'anno in sport di resistenza (2002)
- Presidents Disable Athlete Award del CIO (2004)[3]